# Nephin Beg
Nephin Beg (in gaelico irlandese Néifinn Bheag), è una montagna situata nella contea di Mayo, Connacht, Repubblica d'Irlanda. Il monte prende il nome da un'altra montagna, la Nephin, sebbene questa si trovi a una distanza non trascurabile. La vetta del Nephin Beg si trova a 627 metri di altitudine.